# Winston-Salem Open 2012
Il Winston–Salem Open 2012, in precedenza conosciuto come Pilot Pen Tennis, è stato un torneo di tennis giocato sul cemento. È stata la 32ª edizione del Pilot Pen Tennis, che fa parte della categoria ATP World Tour 250 series nell'ambito dell'ATP World Tour 2012. Il torneo si è giocato al Wake Forest University di Winston-Salem nella Carolina del Nord, dal 19 al 25 agosto 2012. È il penultimo appuntamento delle US Open Series 2012 seguito dagli US Open 2012.

## Partecipanti ATP

### Teste di serie
| Nazionalità | Giocatore            | Ranking* | Testa di serie |
| ----------- | -------------------- | -------- | -------------- |
| Francia     | Jo-Wilfried Tsonga   | 6        | 1              |
| Rep. Ceca   | Tomáš Berdych        | 7        | 2              |
| Stati Uniti | John Isner           | 11       | 3              |
| Ucraina     | Aleksandr Dolhopolov | 15       | 4              |
| Stati Uniti | Andy Roddick         | 21       | 5              |
| Spagna      | Marcel Granollers    | 25       | 6              |
| Stati Uniti | Sam Querrey          | 29       | 7              |
| Francia     | Julien Benneteau     | 30       | 8              |
| Spagna      | Feliciano López      | 31       | 9              |
| Serbia      | Viktor Troicki       | 32       | 10             |
| Uzbekistan  | Denis Istomin        | 33       | 11             |
| Sudafrica   | Kevin Anderson       | 34       | 12             |
| Austria     | Jürgen Melzer        | 36       | 13             |
| Argentina   | David Nalbandian     | 39       | 14             |
| Spagna      | Pablo Andújar        | 40       | 15             |
| Finlandia   | Jarkko Nieminen      | 41       | 16             |

* Ranking al 13 agosto 2012

### Altri partecipanti

#### Giocatori che hanno ricevuto una Wild card
- Tomáš Berdych
- James Blake
- Ryan Harrison
- David Nalbandian

#### Giocatori passati dalle qualificazioni
- Benjamin Becker
- Ernests Gulbis
- Michael McClune
- Serhij Stachovs'kyj

## Campioni

### Singolare maschile
John Isner ha sconfitto in finale  Tomáš Berdych per 3–6, 6–4, 7–6(9).
- È il quinto titolo in carriera per Isner, il secondo nel 2012.

### Doppio maschile
Santiago González /  Scott Lipsky hanno sconfitto in finale  Pablo Andújar /  Leonardo Mayer per 6–3, 4–6, [10–2].